# Saudi Binladin Group

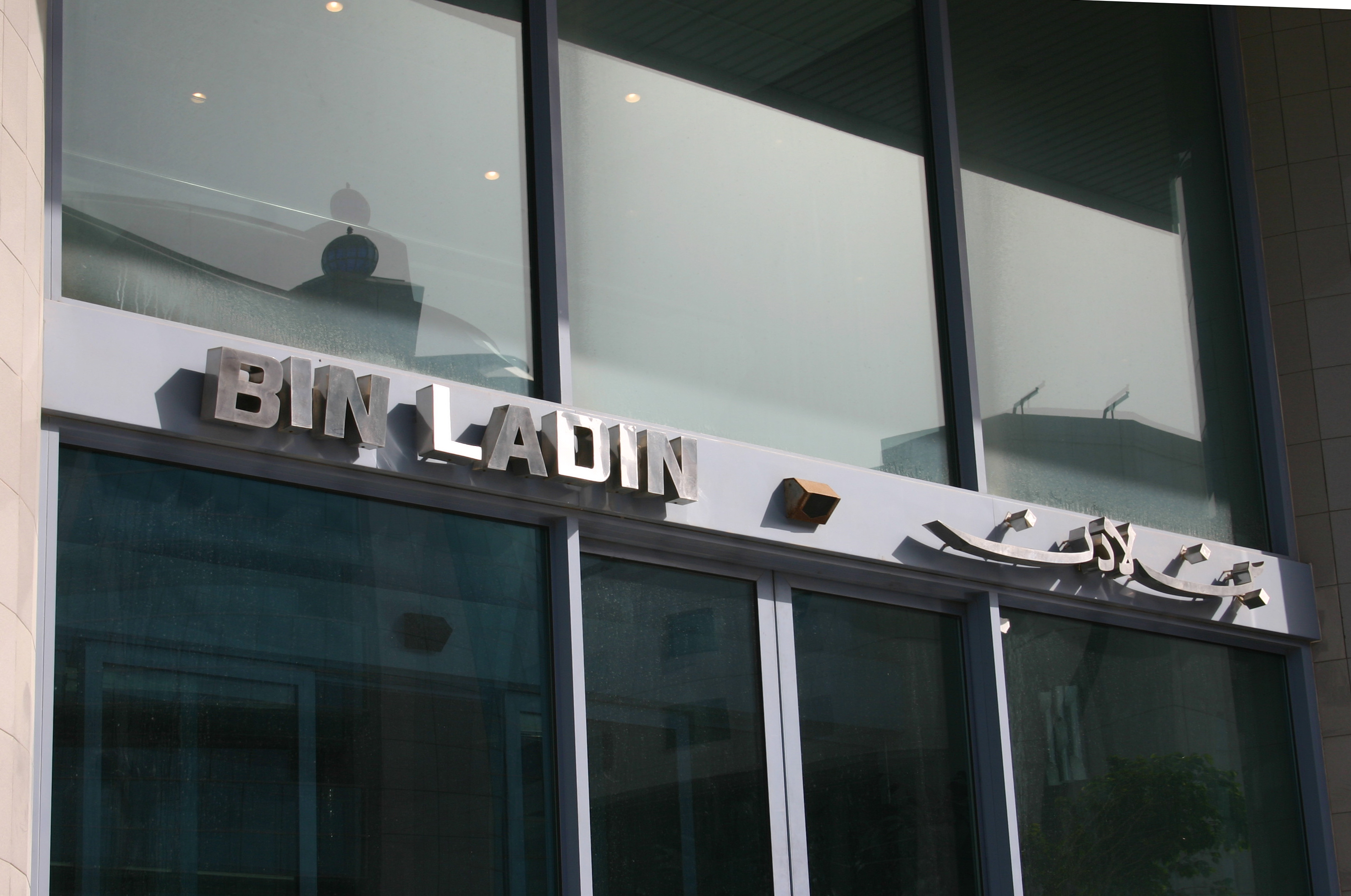
L'edificio Bin Laden a Dubai (Emirati Arabi Uniti) nel 2004.

La Saudi Binladin Group (SBG) (in arabo مجموعة بن لادن السعودي‎?, Majmūʿat Bin Lādin al-Saʿūdīya), con i suoi 5 miliardi di dollari di capitale e i suoi 22.000 lavoratori stabili, è una delle più potenti multinazionali di tipo conglomerato del mondo arabo, specializzata nel settore delle costruzioni edili, e che detiene quote azionarie di diversi gruppi americani.
È di proprietà della famiglia bin Laden e ha sede legale a Gedda, in Arabia Saudita.

## Storia
La società fu fondata nel 1931 dallo yemenita Mohammed bin Laden, i cui rapporti di amicizia con il fondatore della casata degli Āl Saʿūd, ʿAbd al-ʿAzīz Āl Saʿūd, che costituì l'Arabia Saudita, ricevette l'incarico, tra l'altro, di restaurare i santuari di La Mecca (la Kaʿba) e di Medina (la Moschea del Profeta).
Grazie a queste relazioni politiche ottenne ulteriori importanti contratti pubblici. Mohammed ebbe 22 mogli (ma 4 mogli per volta, in ossequio alle norme della sharīʿa) e 52 figli, fra i quali Osama bin Laden.
Dopo la morte dello sceicco Mohammed nel 1968, la società fu guidata dal cognato Mohammed Bahareth, fratello della prima moglie di Mohammed.
Nel 1972, assunse la guida della società il figlio primogenito, lo sceicco Salem bin Laden, con la collaborazione di alcuni fratelli.
Dopo la sua morte nel 1988 in un incidente aereo, il secondogenito, Bakr, divenne capo della società insieme ad una trentina dei suoi fratelli, i più rilevanti dei quali, per incarichi ricoperti, sono: Hassan, Yeslam e Yahya.